# FC Sète 34
Football Club de Sète 34 je francouzský fotbalový klub, sídlící ve městě Sète.
Klub byl založen v roce 1900 pod názvem Olympique de Cette (tak se tehdy oficiálně psal název města). Zelenobíle pruhované dresy, jaké má Celtic FC, jsou památkou na působení skotského hráče Victora Gibsona v letech 1912 až 1924. Tým sedmkrát vyhrál ligu Languedocu (1907, 1909, 1910, 1911, 1912, 1913, 1914), v roce 1932 byl účastníkem prvního ročníku celostátní profesionální soutěže Ligue 1. Vyhrál ji v letech 1934 a 1939, v roce 1938 obsadil třetí místo. Také vyhrál francouzský fotbalový pohár v letech 1930 a 1934, poraženým finalistou byl v letech 1923, 1924, 1929 a 1942. V roce 1930 se zúčastnil mezinárodního turnaje mistrů a pohárových vítězů Coupe des Nations v Ženevě, kde však prohrál oba své zápasy. Brankář René Llense reprezentoval Francii na MS 1934 a MS 1938.
Sète sestoupilo z nejvyšší soutěže v roce 1954 a už nikdy se do ní nevrátilo. Druhou ligu hrál klub do roku 1960, kdy musel kvůli finančním potížím přejít na amatérskou bázi. Od té doby působí v regionálních soutěžích s výjimkou sezóny 2005/06, kdy se na rok vrátil do Ligue 2. V sezóně 2014/15 hraje Championnat de France amateur, čtvrtou nejvyšší soutěž.

## Získané trofeje

### Vyhrané domácí soutěže
- 1. francouzská liga ( 2× )

(1934, 1939)